# Équipe de Yougoslavie de football à la Coupe du monde 1982
L'équipe de Yougoslavie de football est éliminée au premier tour de la Coupe du monde de football 1982.

## Effectif
| Numéro / Nom       | Numéro / Nom      | Club                     | Date de naissance | J.              | Buts            |                 |                 |                 |
| Gardiens de but    | Gardiens de but   | Gardiens de but          | Gardiens de but   | Gardiens de but | Gardiens de but | Gardiens de but | Gardiens de but | Gardiens de but |
| ------------------ | ----------------- | ------------------------ | ----------------- | --------------- | --------------- | --------------- | --------------- | --------------- |
| 1                  | Dragan Pantelić   | Girondins de Bordeaux    | 09.12.1951        | -               | -               | -               | -               | -               |
| 12                 | Ivan Pudar        | Hajduk Split             | 16.08.1961        | -               | -               | -               | -               | -               |
| 22                 | Ratko Svilar      | Royal Antwerp FC         | 06.05.1950        | -               | -               | -               | -               | -               |
| Défenseurs         |                   |                          |                   |                 |                 |                 |                 |                 |
| 2                  | Ive Jerolimov     | Hajduk Split             | 30.03.1958        | -               | -               | -               | -               | -               |
| 4                  | Velimir Zajec     | Dinamo Zagreb            | 12.02.1956        | -               | -               | -               | -               | -               |
| 5                  | Nenad Stojković   | Partizan Belgrade        | 26.05.1956        | -               | -               | -               | -               | -               |
| 6                  | Zlatko Krmpotić   | Étoile rouge de Belgrade | 07.08.1958        | -               | -               | -               | -               | -               |
| 9                  | Zoran Vujović     | Hajduk Split             | 26.08.1958        | -               | -               | -               | -               | -               |
| 14                 | Nikola Jovanović  | Budućnost Titograd       | 18.09.1952        | -               | -               | -               | -               | -               |
| 15                 | Miloš Hrstić      | HNK Rijeka               | 20.11.1955        | -               | -               | -               | -               | -               |
| Milieux de terrain |                   |                          |                   |                 |                 |                 |                 |                 |
| 3                  | Ivan Gudelj       | Hajduk Split             | 21.09.1960        | -               | -               | -               | -               | -               |
| 7                  | Vladimir Petrović | Étoile rouge de Belgrade | 01.07.1955        | -               | -               | -               | -               | -               |
| 8                  | Edhem Šljivo      | OGC Nice                 | 16.03.1950        | -               | -               | -               | -               | -               |
| 10                 | Zvonko Živković   | Partizan Belgrade        | 31.10.1959        | -               | -               | -               | -               | -               |
| 13                 | Safet Sušić       | FK Sarajevo              | 13.04.1955        | -               | -               | -               | -               | -               |
| 16                 | Miloš Šestić      | Étoile rouge de Belgrade | 08.08.1956        | -               | -               | -               | -               | -               |
| 17                 | Jurica Jerković   | FC Zurich                | 25.02.1950        | -               | -               | -               | -               | -               |
| 20                 | Ivica Šurjak      | Paris SG                 | 23.03.1953        | -               | -               | -               | -               | -               |
| Attaquants         |                   |                          |                   |                 |                 |                 |                 |                 |
| 11                 | Zlatko Vujović    | Hajduk Split             | 26.08.1958        | -               | -               | -               | -               | -               |
| 18                 | Stjepan Deverić   | Dinamo Zagreb            | 20.08.1961        | -               | -               | -               | -               | -               |
| 19                 | Vahid Halilhodžić | FC Nantes                | 15.10.1952        | -               | -               | -               | -               | -               |
| 21                 | Predrag Pašić     | FK Sarajevo              | 18.10.1958        | -               | -               | -               | -               | -               |
| Sélectionneur      |                   |                          |                   |                 |                 |                 |                 |                 |
|                    | Miljan Miljanić   |                          | 04.05.1930        |                 |                 |                 |                 |                 |

## Qualification
La Yougoslavie est placée dans le groupe 5 avec l'Italie, le Danemark, La Grèce et le Luxembourg.
| Luxembourg - Yougoslavie Yougoslavie - Danemark Luxembourg - Italie Danemark - Grèce Italie - Danemark Italie - Yougoslavie Danemark - Luxembourg Grèce - Italie Grèce - Luxembourg Luxembourg - Grèce | 0:5 (0:0) 2:1 (2:1) 0:2 (0:1) 0:1 (0:0) 2:0 (1:0) 2:0 (1:0) 4:0 (2:0) 0:2 (0:1) 2:0 (2:0) 0:2 (0:1) | Yougoslavie - Grèce Luxembourg - Danemark Danemark - Italie Danemark - Yougoslavie Grèce - Danemark Yougoslavie - Italie Italie - Grèce Yougoslavie - Luxembourg Grèce - Yougoslavie Italie - Luxembourg | 5:1 (3:0) 1:2 (1:0) 3:1 (0:0) 1:2 (0:0) 2:3 (0:2) 1:1 (1:1) 1:1 (0:0) 5:0 (2:0) 1:2 (1:2) 1:0 (1:0) |

| Classement Groupe 5 | Classement Groupe 5 | Classement Groupe 5 | Classement Groupe 5 | Classement Groupe 5 | Classement Groupe 5 | Classement Groupe 5 | Classement Groupe 5 |
| Place               | Équipe              | J                   | V                   | N                   | D                   | Buts                | Pts                 |
| ------------------- | ------------------- | ------------------- | ------------------- | ------------------- | ------------------- | ------------------- | ------------------- |
| 1                   | Yougoslavie **      | 8                   | 6                   | 1                   | 1                   | 22:7                | 13:3                |
| 2                   | Italie **           | 8                   | 5                   | 2                   | 1                   | 12:5                | 12:4                |
| 3                   | Danemark            | 8                   | 4                   | 0                   | 4                   | 14:11               | 8:8                 |
| 4                   | Grèce               | 8                   | 3                   | 1                   | 4                   | 10:13               | 7:9                 |
| 5                   | Luxembourg          | 8                   | 0                   | 0                   | 8                   | 1:23                | 0:16                |

## Phase finale

### Premier tour

#### Groupe 5
| Date         | Équipe 1    | Équipe 2        | Résultat | Buteurs                            |
| 17 juin 1982 | Yougoslavie | Irlande du Nord | 0 - 0    |                                    |
| 20 juin 1982 | Espagne     | Yougoslavie     | 2 - 1    | Gudelj 10e, Juanito 14e, Saura 66e |
| 24 juin 1982 | Honduras    | Yougoslavie     | 0 - 1    | Petrović 87e                       |

| Place | Équipe          | Points | J | G | N | P | Buts + | Buts - | Diff. |
| 1er   | Irlande du Nord | 4      | 3 | 1 | 2 | 0 | 2      | 1      | +1    |
| 2e    | Espagne         | 3      | 3 | 1 | 1 | 1 | 3      | 3      | 0     |
| 3e    | Yougoslavie     | 3      | 3 | 1 | 1 | 1 | 2      | 2      | 0     |
| 4e    | Honduras        | 2      | 3 | 0 | 2 | 1 | 2      | 3      | -1    |